# Västerby Storträsket
Västerby Storträsket är en sjö i kommunen Raseborg i landskapet Nyland i Finland. Sjön ligger 15,7 meter över havet. Arean är 46 hektar och strandlinjen är 4,21 kilometer lång. Sjön  ingår i Skärgårdshavets kustområde, Åland.   Den ligger omkring 89 km väster om Helsingfors. 